# Kamikaze Rock 'n' Roll Suicide
| Recensione | Giudizio       |
| ---------- | -------------- |
| Ondarock   | Pietra miliare |

Kamikaze Rock 'n' Roll Suicide è il sesto album in studio della cantante pop italiana Donatella Rettore,  pubblicato, nel 1982, per l'etichetta Ariston.

## Il disco
Il disco, interamente scritto dalla coppia Rettore/Rego, è un concept album i cui temi prendono spunto dalla filosofia giapponese, di cui viene rielaborata l'idea del suicidio.
La copertina raffigura Rettore seduta su alcuni pneumatici, davanti a un aereo, con le eliche in primo piano, mentre, sullo sfondo, in un cielo dai colori tra giallognolo e verdastro, è visibile l'esplosione di un kamikaze, tra fumo e rottami, accanto a cui, sopra uno squarcio di luce, altri aerei continuano a volare. Oltre ai testi, come sempre riprodotti nella busta interna, il titolo di ogni brano è affiancato dalla corrispondente traduzione in giapponese, riportata in verticale, invece che in orizzontale, secondo i tipici usi nipponici - gli ideogrammi vengono utilizzati anche per il nome dell'artista.
Sul retro del disco, invece, tra simboli ed immagini varie, compare una sezione intitolata «Le mie annotazioni sul mio disco», in cui vengono illustrati concetti e parole chiave, utilizzati nella composizione letteraria dei brani.

## Stampe
Il disco è pubblicato nello stesso anno con stampa tedesca (Ultraphone), francese (Carrere) e giapponese (Seven Seas). La stampa francese e quella giapponese presentano delle cover alternative rispetto all'originale.
La prima ristampa su cd in Italia è nel 2002 (BMG/Ariola); nel 2022 viene ripubblicata una versione in vinile rosso.

## Tracce
Lato A
1. Kamikaze Rock 'n' Roll Suicide – 3:48
2. Karakiri – 4:02
3. Oblio – 5:17
4. Sayonara – 3:16

Lato B
1. Lamette – 2:48
2. Garage – 2:53
3. Sangue del mio sangue – 4:22
4. Canta sempre – 3:23
5. Giulietta – 1:48

## Formazione
- Donatella Rettore – voce
- Claudio Rego – chitarra, cori, batteria, percussioni
- Gaetano Leandro – tastiera, programmazione, sintetizzatore, ARP
- Sergio Farina - chitarra
- Gigi Cappellotto – basso
- Lele Melotti – batteria
- Pinuccio Pirazzoli – chitarra, cori, programmazione, tastiera
- Paolo Steffan – basso, cori, chitarra
- Maurizio Preti – percussioni
- Kim e Trutz – cori

## Classifiche
| Classifica (1982) | Posizione massima |
| ----------------- | ----------------- |
| Italia            | 18                |